# Christos Wheeler
Christos Wheeler (Limasol, 29 juni 1997) is een Cypriotisch voetballer.
Wheeler werkte zijn jeugdopleiding af bij Apollon Limasol, waar hij in 2013 doorstroomde naar de eerste ploeg. Hij maakte zijn debuut pas twee seizoenen later op 27 oktober 2014 in een wedstrijd tegen Ethnikos Achna. In 2016 werd hij een seizoen verhuurd aan Karmiotissa FC. Na deze verhuurperiode vertrok Wheeler naar AEL Limasol. In 2020 tekende hij voor APOEL Nicosia.

## Clubstatistieken
| Seizoen | Club            | Competitie | Competitie | Competitie | Beker | Beker | Internationaal | Internationaal | Totaal | Totaal |
| Seizoen | Club            | Competitie | Wed.       | Dlp.       | Wed.  | Dlp.  | Wed.           | Dlp.           | Wed.   | Dlp.   |
| ------- | --------------- | ---------- | ---------- | ---------- | ----- | ----- | -------------- | -------------- | ------ | ------ |
| 2014/15 | Apollon Limasol | A Divizion | 9          | 1          | 0     | 0     | 1              | 0              | 10     | 1      |
| Totaal  | Totaal          | Totaal     | 9          | 1          | 0     | 0     | 1              | 0              | 10     | 1      |

Bijgewerkt op 19 juni 2015.

## Interlandcarrière
Wheeler, die door zijn familie aan vaders kant ook voor de Verenigde Staten kon voetballen, speelde voor verschillende Cypriotische jeugdelftallen. Op 19 november 2019 debuteerde hij tegen België voor het Cypriotisch nationaal elftal.